# Senna longiracemosa
Senna longiracemosa là một loài thực vật có hoa trong họ Đậu. Loài này được (Vatke) Lock miêu tả khoa học đầu tiên.